# Коулд Спринг (Њујорк)
Коулд Спринг (енгл. Cold Spring) град је у америчкој савезној држави Њујорк.

## Демографија
По попису из 2010. године број становника је 2.013, што је 30 (1,5%) становника више него 2000. године.
| Група             | 2000.         | 2010.         |
| Белци             | 1.877 (94,7%) | 1.805 (89,7%) |
| Афроамериканци    | 9 (0,5%)      | 14 (0,7%)     |
| Азијати           | 21 (1,1%)     | 41 (2,0%)     |
| Хиспаноамериканци | 57 (2,9%)     | 116 (5,8%)    |
| Укупно            | 1.983         | 2.013         |